# Pirat (szybowiec amatorski)
Pirat – polski szybowiec amatorski zbudowany w dwudziestoleciu międzywojennym.

## Historia
Konrad Kućfir z Będzina zbudował w Suchedniowskiej Fabryce Odlewów w Kielcach szybowiec własnej konstrukcji. Szybowiec otrzymał nazwę „Pirat”, nazywany był też „Suchedniówką”. 3 czerwca 1923 roku konstruktor dokonał oblotu szybowca w Mąchocicach Górnych w Górach Świętokrzyskich. Lot zakończył się nieznacznym uszkodzeniem podwozia podczas lądowania. Konstrukcja została zgłoszona do udział w I Konkursie Ślizgowców w Białce Tatrzańskiej.
Podczas konkursu szybowiec był pilotowany przez konstruktora. 8 września 1923 roku, podczas pierwszego lotu trwającego 9 sekund, uległ rozbiciu przy lądowaniu. Nie został odbudowany.

## Konstrukcja
Jednomiejscowy szybowiec konstrukcji drewnianej, w układzie górnopłatu typu parasol.
Kadłub o przekroju prostokątnym, kryty płótnem. Kabina pilota otwarta. Płat o obrysie prostokątnym, dwudźwigarowy, kryty płótnem, wyposażony w lotki. Zamocowany do kadłuba ażurowanymi płytami z stalowej blachy, podparty zastrzałami i usztywniony linkowymi naciągami. Usterzenie krzyżowe, ze statecznikami i sterami krytymi płótnem. Podwozie trójpunktowe z płozą ogonową. Podwozie główne dwukołowe, osadzone na wspólnej osi, golenie wykonane z rur stalowych. 

## Malowanie
Szybowiec pozostawiono w kolorze naturalnego cellonowanego płótna, jedynie na przodzie kadłuba był umieszczony czarny napis „Pirat”.